# Kālonaiki
Kālonaiki [Kalonaiki] bio je kralj havajskog otoka Oʻahua (drevni Havaji). Bio je potomak poglavarice Maelo od Kone; nasljednik svojeg rođaka, kralja Maʻilikākahija od Oʻahua te je spomenut u drevnim pojanjima kao drugi vladar Oʻahua iz Dinastije Maʻilikākahija.

## Obitelj
Genealogija Kālonaikija data je u havajskim pojanjima, ali postoje različita mišljenja oko toga tko su mu bili roditelji. Prema jednoj inačici pojanja, Kālonaiki je bio sin Maʻilikākahija (i njegove supruge Kanepukoe?); prema drugoj inačici, bio je Maʻilikākahijev unuk, sin Maʻilikākahijeva sina, princa Kālonanuija i njegove žene Kaipuholue te tako brat poglavice Kalamakue od Halawe.
Supruga Kālonaikija bila je poglavarica Kikenui-a-ʻEwa (Kikinui-a-ʻEwa). Njezina je genealogija nepoznata, ali se vjeruje da je bila potomak poglavice ʻEwaulialaakone. Ona i Kālonaiki imali su djecu:
- Piliwale, kralj Oʻahua[8][9]
- Paʻakanilea?
- Lō-Lale